# Canton des Abymes-2
Le Canton des Abymes-2 est une circonscription électorale française située dans le département et région de la Guadeloupe.

## Histoire
Le canton a été modifié par le décret no 85-131 du 29 janvier 1985 créant les cantons des Abymes-3 à 5.
À la suite du redécoupage cantonal de 2014, les limites territoriales du canton sont à nouveau remaniées par le décret n°2014-235 du 24 février 2014.

## Représentation

### Conseillers généraux avant 2015
| Période                                                 | Période      | Identité              | Étiquette    | Qualité |
| ------------------------------------------------------- | ------------ | --------------------- | ------------ | --- |
| 1951                                                    | 1970         | M. Saint-Pierre       | RPR UNR UDR  | |
| 1970                                                    | 1976         | Maurice Flory         | UDR          | Ancien maire des Abymes (1965-1967)                                                                                           |
| 1976                                                    | 1982         | Marcel Lacoma         | RPR          | 1er vice-président du conseil général                                                                                         |
| 1982                                                    | 1995 (décès) | René-Serge Nabajoth   | PS           | Adjoint au maire des Abymes Maire des Abymes (mars-septembre 1995)                                                            |
| 1995                                                    | 2001         | Marie-Françoise Foule | DVG puis DVD | Enseignante Conseillère régionale (1998-2004) 6e vice-présidente du conseil régional (1998-2004) Adjointe au maire des Abymes |
| 11 mars 2001                                            | 2015         | Paul Naprix           | FGPS         | Agent hospitalier Conseiller régional (2004-2015) Vice-président du conseil général                                           |
| Les données antérieures ne sont pas encore mentionnées. |              |                       |              | |

### Conseillers départementaux depuis 2015
| Période élective | Période élective | Mandat | Mandat   | Identité                | Nuance | Nuance | Qualité |
| ---------------- | ---------------- | ------ | -------- | ----------------------- | ------ | ------ | --- |
| 2015             | 2021             | 2015   | 2021     | Éliane Guiougou-Firpion |        | PS     | Conseillère municipale des Abymes Présidente de la Commission Politique de la Ville - Prévention de la délinquance            |
| 2015             | 2021             | 2015   | 2021     | Fabert Michély          |        | PS     | Conseiller municipal des Abymes Président de la Commission Transferts de compétences, Vice-Président du conseil départemental |
| 2021             | 2028             | 2021   | en cours | Eliane Guiougou         |        | DVG    | Conseillère sortante, assistante médico-administrative, conseillère municipale des Abymes                                     |
| 2021             | 2028             | 2021   | en cours | Fabert Michély          |        | DVG    | Conseiller sortant, chef comptable, Premier adjoint au maire des Abymes                                                       |

### Résultats détaillés

#### Élections de mars 2015
À l'issue du 1er tour des élections départementales de 2015, deux binômes sont en ballottage : Éliane Guiougou-Firpion et Fabert Michély (PS, 45,28	 %) et Laisely Edom-Parat et Dominique Théophile (DVG, 26,26 %). Le taux de participation est de 54,14 % (9 292 votants sur 17 164 inscrits) contre 44,45 % au niveau départemental et 50,17 % au niveau national.
Au second tour, Éliane Guiougou-Firpion et Fabert Michély (PS) sont élus avec 52,18 % des suffrages exprimés et un taux de participation de 58,58 % (4 696 voix pour 10 054 votants pour 17 162 inscrits).

#### Élections de juin 2021
Le premier tour des élections départementales de 2021 est marqué par un très faible taux de participation (33,26 % au niveau national). Dans le canton des Abymes-2, ce taux de participation est de 30,23 % (5 699 votants sur 18 851 inscrits) contre 30,59 % au niveau départemental. À l'issue de ce premier tour, deux binômes sont en ballottage : Eliane Guiougou et Fabert Michely (DVG, 55,21 %) et Siméone Bousardo-Boucard et Francillonne Jacoby-Koaly (Divers, 24,22 %).
Le second tour des élections est marqué une nouvelle fois par une abstention massive équivalente au premier tour. Les taux de participation sont de 34,36 % au niveau national, 37,59 % dans le département et 35,85 % dans le canton des Abymes-2. Eliane Guiougou et Fabert Michely (DVG) sont élus avec 57,9 % des suffrages exprimés (3 447 voix pour 6 758 votants et 18 852 inscrits),,. 

## Composition

### Composition de 1985 à 2015
Le canton comprend la portion de territoire de la commune des Abymes délimitée par la piste de l'aéroport du Raizet, l'axe de la route nationale 5 de la piste de l'aéroport du Raizet à la commune de Pointe-à-Pitre, la limite de la commune des Abymes de la route nationale 5 à la piste de l'aéroport du Raizet.

### Composition depuis 2015
| Nom                                | Code Insee | Intercommunalité  | Superficie (km2) | Population (dernière pop. légale)                | Densité (hab./km2) | Modifier                                    |
| ---------------------------------- | ---------- | ----------------- | ---------------- | ------------------------------------------------ | ------------------ | ------------------------------------------- |
| Les Abymes (bureau centralisateur) | 97101      | CA Cap Excellence | 81,25            | Fraction : 20 586 (2022) Commune : 51 760 (2022) | 637                | modifier les données · modifier les données |
| Canton des Abymes-2                | 97102      |                   |                  | 20 586 (2022)                                    |                    | modifier les données                        |

Le canton des Abymes-2 comprend la fraction de la commune des Abymes située au nord et à l'est d'une ligne définie par l'axe des voies et limites suivantes : depuis la limite territoriale de la commune de Morne-à-l'Eau, route de Palais-Royal, rue Frédéric-Jalton, rue Achille-René-Boisneuf, à partir de l'intersection de la rue Achille-René-Boisneuf et de la route nationale 5, route nationale 11 (direction Sud), route départementale 129, rue des Ylang-Ylang, rue de Pages, route de Terrasson, rue Bazile-Calixte, route de Besson, jusqu'à la limite territoriale de la commune du Gosier.

## Démographie
En 2022, le canton comptait 20 586 habitants, en évolution de −5,97 % par rapport à 2016 (Guadeloupe : −2,67 %, France hors Mayotte : +2,11 %).
| 2013   | 2018   | 2022   |
| ------ | ------ | ------ |
| 22 337 | 21 405 | 20 586 |